# هلفيلة بلقاء
هلفيلة بلقاء (الاسم العلمي: Helvella leucomelaena) هي نوع من الفطريات تتبع جنس الهلفيلة من الفصيلة الهلفيلية.